# Bertus Coops
Bertus Coops (Doesburg, 27 september 1874 - Den Haag, 12 januari 1966) was een burgemeester van Bandoeng in Nederlands-Indië.
Hij werd op 1 juli 1917 tot de eerste burgemeester van Bandoeng benoemd en bleef dit officieel tot in augustus 1920. De heer S.A. Reitsma werd toen waarnemend burgemeester. Na een verlofperiode van 1 jaar in Nederland keerde hij in augustus 1921 terug. Hij werd hier opnieuw burgemeester tot in 1928, waarna hij met pensioen ging en benoemd werd tot ridder in de orde van de Nederlandse Leeuw. Daar Bandoeng in zijn bestuursperiode een grote groei doormaakte, bijzondere gebouwen neergezet werden alsmede een echte winkelstraat (de Bragaweg) werd gerealiseerd, is zijn naam hier nauw aan verbonden. In juli 1928 werd daarom een borstbeeld van hem geplaatst voor het nieuwe stadhuis aldaar.
Hij was ook president-curator van de op 3 juli 1920 geopende Technische Hogeschool Bandoeng (tegenwoordig Institut Teknologi Bandung).
Hij was de zoon van Fredrik Coops en Johanna Gerharda van der Meij en huwde 18 maart 1902 te Soekaboemi met Elisabeth Philippina Everdina Roelofs.